# Jøssundfjorden
Jøssundfjorden er en fjord i Flatanger, Trøndelag fylke i Norge. Den er 13,5 km lang, og den største dybde er 233 meter.
Fjorden har indløb mellem Smo i vest og Skrotten i øst. Bygden Hårnes ligger på vestsiden lige indenfor indløbet. Ved Håneset drejer fjorden mod øst, og bliver  bredere med flere vige i både nord, øst og sydøst. Kilgapet går nordover til gården Kilan, mens Vedvika går østover til gården med same navn. Selve fjorden fortsætter mod syd-sydøst, og i denne del er der kun en isoleret, vejløs gård langs vestsiden før Jøssund i enden af fjorden.
Fylkesvej 491 går langs dele af fjorden i syd, mens Fylkesvej 492  går langs dele af fjorden i vest længere ude.